# Fibrynoliza

Schemat fibrynolizy

Fibrynoliza – fizjologiczny proces rozkładu zakrzepu, będący częścią hemostazy. Podobnie, jak proces krzepnięcia krwi, zachodzi w sposób kaskadowy. Kluczowym dla fibrynolizy enzymem jest plazmina powstająca z plazminogenu.
Urokinaza katalizuje przemianę plazminogenu w plazminę. Plazmina rozkłada fibrynę, fibrynogen, czynniki osoczowe: V, VIII i XII oraz protrombinę. Osoczowy czynnik XII (a właściwie produkty jego rozkładu) aktywują produkcje kinin (np.: bradykinina) które rozszerzają naczynia krwionośne.
W terapii choroby zakrzepowo-zatorowej stosuje się, obok leków przeciwzakrzepowych i hamujących agregację płytek krwi, leki fibrynolityczne, czyli pobudzające fibrynolizę.